# Aftermath (film)
Aftermath är en kortfilm från 1994, regisserad av den spanska regissören Nacho Cerdà och med Pep Tosar i huvudrollen.

## Handling
Filmen handlar om två obducenter i sitt arbete. Medan den ena går hem för dagen stannar den andra kvar och tar sig an ett tredje lik, en ung kvinna som dött i en bilkrasch. Långsamt övergår en till synes normal obduktion till en makaber sexuell akt.

## Om filmen
Filmen är känd som ett grafiskt mästerverk. Nästan hela filmen igenom är fotot mer fokuserat på omgivningen än själva skådespelandet. Precis som i de flesta andra filmerna Nacho Cerdà har gjort så har även Aftermath en total avsaknad av dialog. Dialogerna har istället ersatts med klassisk musik för att förstärka känslan.